# The Morning After (Beverly Hills, 90210)
The Morning After is de eerste aflevering van het negende seizoen van het tienerdrama Beverly Hills, 90210, die voor het eerst werd uitgezonden op 16 september 1998.

## Plot
Nu Brandon en Kelly hun bruiloft afgeblazen hebben dringt het nu pas bij hun door. Hebben zij alleen maar hun bruiloft afgeblazen of ook hun relatie, dit is de vraag die hun nu bezighoudt. De nacht brengen zij samen door waar ze samen seks hebben. Kelly wil al de cadeaus terugsturen en vraagt Brandon hier zorg voor te dragen. Kelly schrikt als Brandon aangeeft dat hij die dag gewoon wil gaan werken maar verzekert Kelly dat hij zorg zal dragen voor de cadeaus. Brandon heeft nog hoop over hun relatie maar merkt dat Kelly alles wil afsluiten zodat zij weer hun levens apart kunnen oppakken. Kelly geeft haar trouwjurk terug aan Donna en Donna wil deze tentoonstellen in een etalage van een winkel, als Kelly die jurk weer terugziet dan heeft ze het er moeilijk mee. Brandon en Kelly komen er nu achter dat zij geen van tweeën weten hoe het verder moet.
Valerie heeft de test uitslag binnen en zij blijkt niet besmet te zijn met het aidsvirus. Opgelucht door dit nieuws krijgt zij weer zin in het leven maar in haar achterhoofd weet ze wel dat er nog geen zekerheid is, over een half jaar moet zij weer een test doen en dan krijgt zij zekerheid. David beslist dat hij wel als vriend van Valerie wil doorgaan maar dat hij een relatie niet meer ziet zitten. David baalt ondertussen van zijn werk als jinglemaker en hoopt dat hij iets beter kan krijgen maar hij moet wel ermee doorgaan omdat er geld binnen moet komen. Maar als hij aan het klagen is tegen zijn opdrachtgever wordt hij ontslagen. Valerie en David krijgen een woordenwisseling en dan roept Valerie ineens dat zij in haar jeugd haar vader vermoord heeft.
Noah wordt gebeld door zijn moeder met de vraag of hij naar huis wil komen in verband met de verjaardag van zijn vader. Noah zegt nee omdat hij niets meer met zijn ouders te maken wil hebben. Donna wil dat hij toch gaat en zij krijgen hier bijna ruzie over, Donna regelt nu achter zijn rug om met de moeder een afspraak om de verjaardag te vieren. Noah is nu voor het blok gezet en met tegenzin gaat hij naar de verjaardag van zijn vader. Daar laat hij merken dat hij niet enthousiast is. Donna en Noah verlaten zijn ouderlijk huis en de volgende dag komt zijn vader hem opzoeken in de club. Daar vertelt de vader dat hij failliet is en dat het geld allemaal weg is, dit houdt in dat Noah ook geen geld meer heeft.
Steve ontmoet een mooie jongedame genaamd Sophie, en wordt al snel verliefd op haar. Wat hij niet weet is dat zij een snelle babbel heeft en stiekeme trucjes kent om alles voor elkaar te krijgen. Sophie heeft geen interesse in Steve als alleen in zijn goed gevulde portemonnee. Tijdens een avondje uit komt Sophie David tegen en zij voelt wel iets voor hem en probeert hem te versieren, David weet niet wat hij hiermee aan moet en overlegt dit met Steve. Daar vertelt Steve hem dat zij al bezet is door hem en David wil zich daarom terugtrekken.

## Rolverdeling
- Jason Priestley - Brandon Walsh
- Jennie Garth - Kelly Taylor
- Ian Ziering - Steve Sanders
- Brian Austin Green - David Silver
- Tori Spelling - Donna Martin
- Tiffani Thiessen - Valerie Malone
- Joe E. Tata - Nat Bussichio
- Lindsay Price - Janet Sosna
- Vincent Young - Noah Hunter
- Laura Leighton - Sophie Burns
- Dex Elliot Sanders - Kyle Scott
- Ray Wise - Daniel Hunter
- Leigh Taylor-Young - Blythe Hunter
- Duncan Sheik - Zichzelf (muzikale gast)